# OKK Dražen Petrović
Omladinski košarkaški klub Dražen Petrović, poznat i kao OKK Dražen Petrović (Škola košarke Dražen Petrović), hrvatski je košarkaški klub iz Šibenika osnovan 1997. godine, a koji između ostaloga djeluje i kao omladinski pogon GKK Šibenka.

## Povijest
OKK Dražen Petrović (punim imenom "Omladinski košarkaški klub Dražen Petrović Šibenik") osnovan je 1997. godine u Šibeniku, u čast poginulomu košarkašu rodom iz Šibenika, Draženu Petroviću.

## O klubu
U juniorskom (najstarijem) pogonu, klub se natječe u A-2 ligi, dok su u natjecateljski sustav uključeni i mlađi uzrasti koji se natječu u županijskim, dalmatinskim i državnim ligama za, od 2001. do 2011. godišta. Unutar kluba također djeluje škola košarke za početnike i predškolce. Potonja je, uz veliku pomoć i suradnju s Gradom Šibenikom, pokrenuta u rujnu 2018. godine. 
U klubu rade, ili su radili poznati treneri i bivši košarkaši poput Mire Jurića, Branka Klisovića, Zorana Huljeva, Ante Nerbera, Živka Badžima, prof. Mira Kotarca, prof. Ivice Badžima, prof. Dražena Kotarca i mnogih drugih. 
Aktualni predsjednik kluba je Joško Krička, koji tu poziciju obnaša od prosinca 2018. godine, prije čega je obnašao dužnost vršitelja dužnosti predsjednika, a zbog smrti dugogodišnjeg predsjednika i samog osnivača kluba, bivšeg šibensko-kninskog župana i pomorskog djelatnika, Gordana Barake. 
Klub ima odličnu suradnju i podršku Grada Šibenika, kao i GKK Šibenka.
Treninzi se odvijaju u dvoranama većine šibenskih osnovnih škola: u OŠ Tin Ujević i OŠ Juraj Šižgorić na Baldekinu, u OŠ Vidici na Vidicima, u OŠ Juraj Dalmatinac u Crnici, u OŠ Petar Krešimir IV. na Šubićevcu, u OŠ Meterize na Meterizama te u OŠ Brodarica na Brodarici. Službene utakmice većinom se igraju u gradskoj dvorani na Baldekinu, ili i u školskoj dvorani na Vidicima.
Trener juniora jest Petar Maleš, kadete vodi Branko Klisović, mlađe kadete bivši košarkaš Šibenke i Splita, Zoran Huljev, dok je vođa nižih uzrasta Ante Nerber.

## Uspjesi
Jedni od polaznika šibenske škole košarke bili su današnji poznati košarkaši Dario Šarić i Miro Bilan.

## Vanjske poveznice
- gkk-sibenik.hr, ŠKOLA KOŠARKE DRAŽEN PETROVIĆ ŠIBENIK  Arhivirana inačica izvorne stranice od 1. prosinca 2018. (Wayback Machine)